# Терентьевская (Ярославский район)
Терентьевская — деревня в Ярославском районе Ярославской области. Входит в состав Заволжского сельского поселения.

## География
Находится в восточной части Ярославской области на расстоянии приблизительно 13 км на восток-юго-восток по прямой от станции Филино.

## История
В 1859 году здесь (деревня Ярославского уезда Ярославской губернии) было учтено 27 дворов, в 1898 — 37.

## Население
Численность населения: 127 человек (1859 год), 4 (русские 100 %) в 2002 году, 11 в 2010.

## Общественный транспорт
Ближайшая остановка общественного транспорта находится в деревне Семеново.